# Diabelski młyn

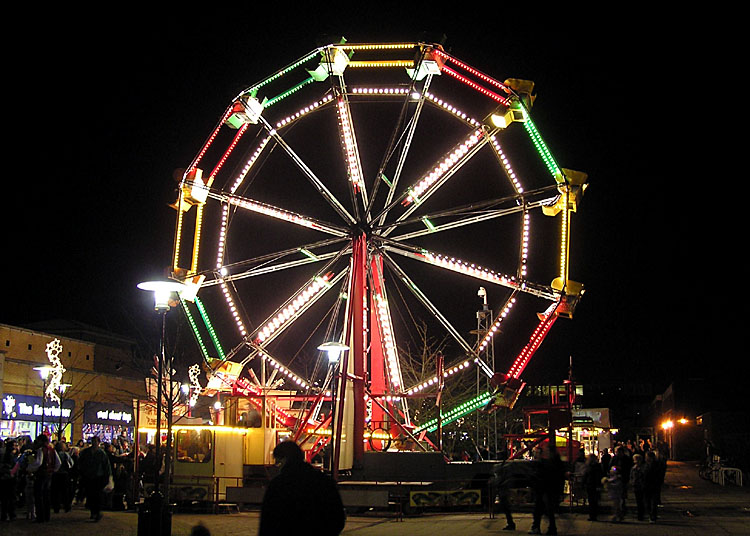
Przenośny diabelski młyn, Anglia

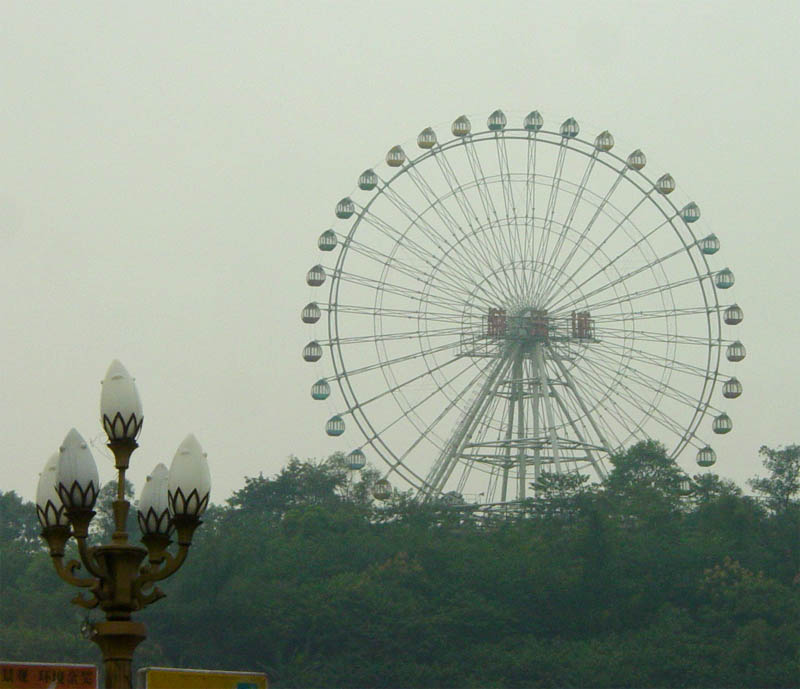
Diabelski młyn w Chongqing, Chiny

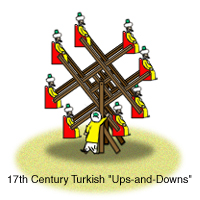
rysunek tureckiego "przodka" diabelskiego młyna z XVII w.

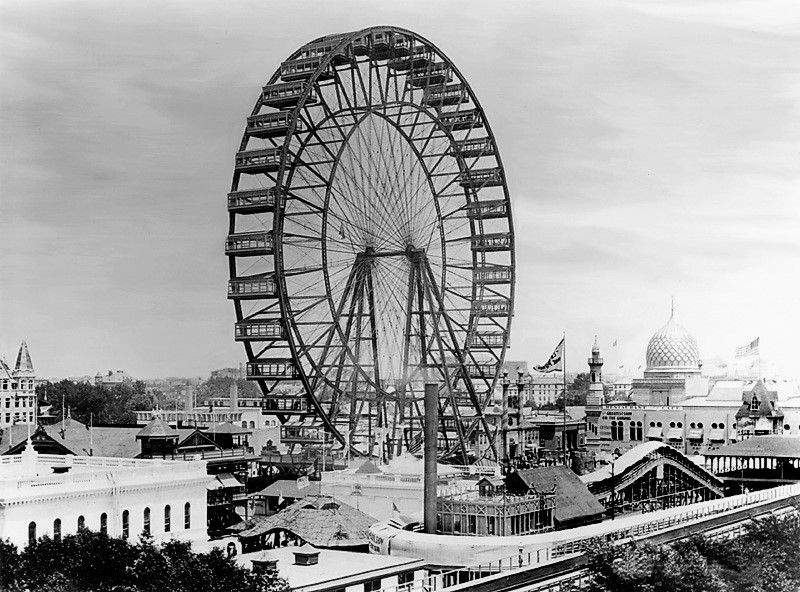
diabelski młyn proj. George'a W. G. Ferrisa, Chicago, 1893

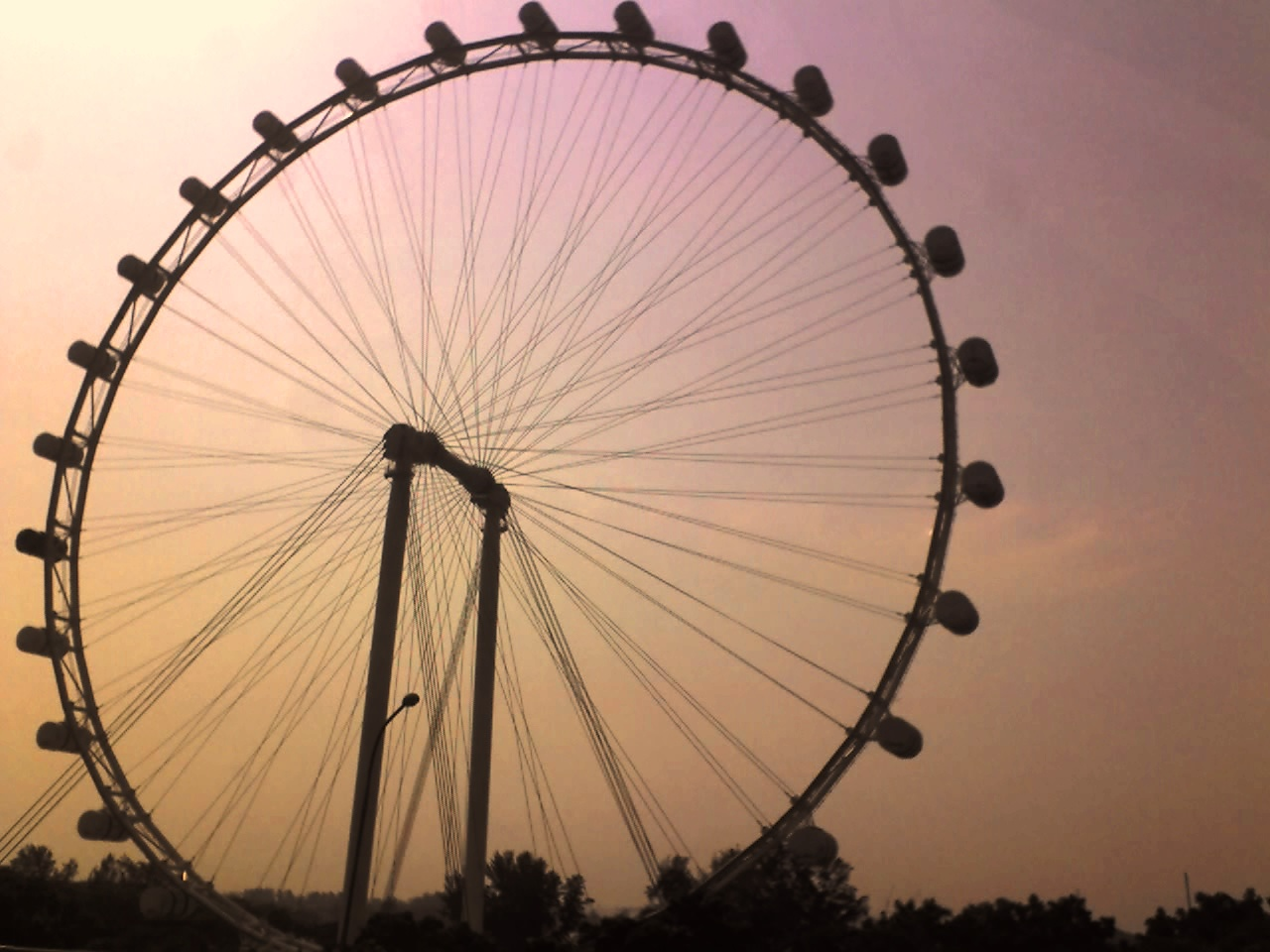
Singapore Flyer

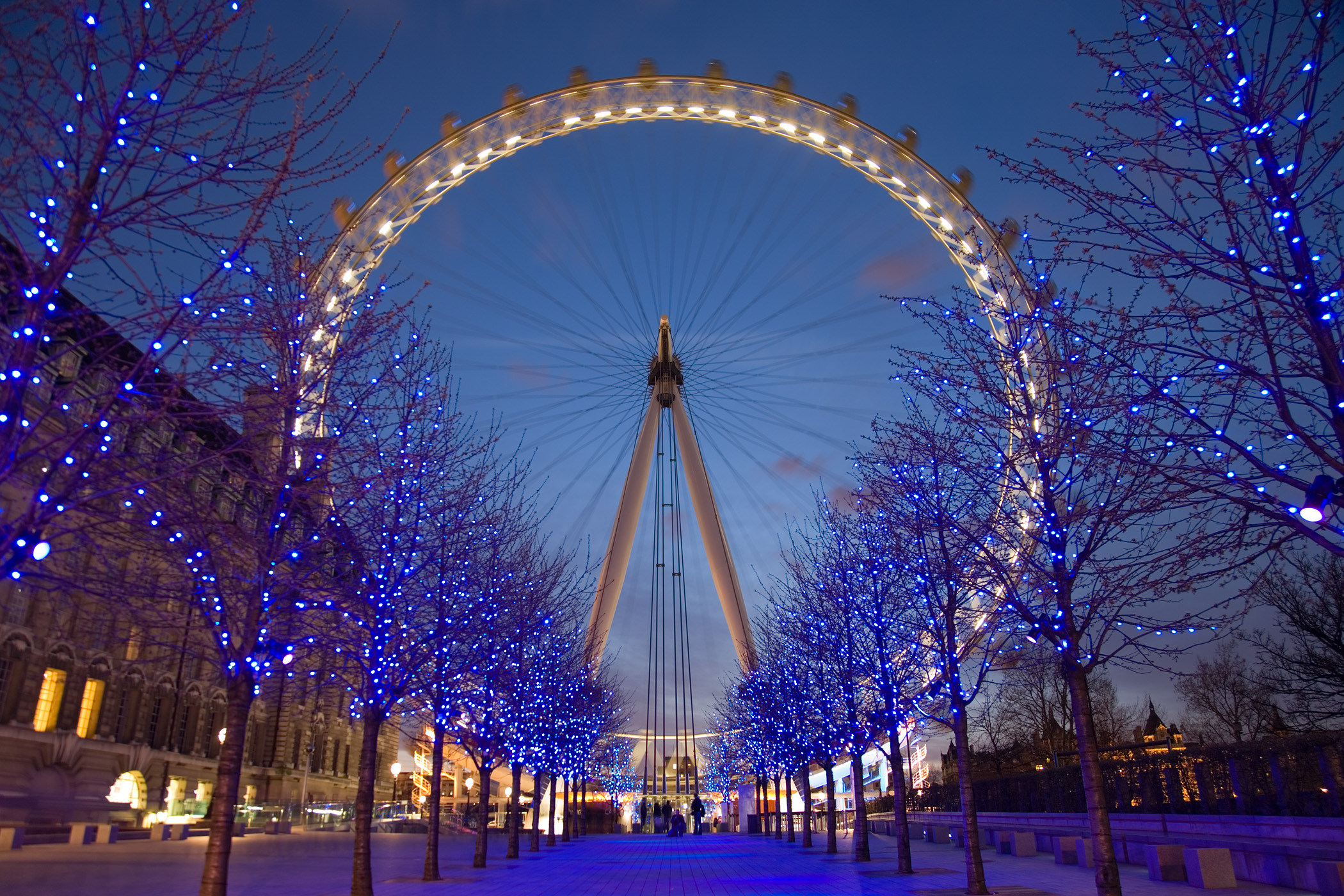
London Eye

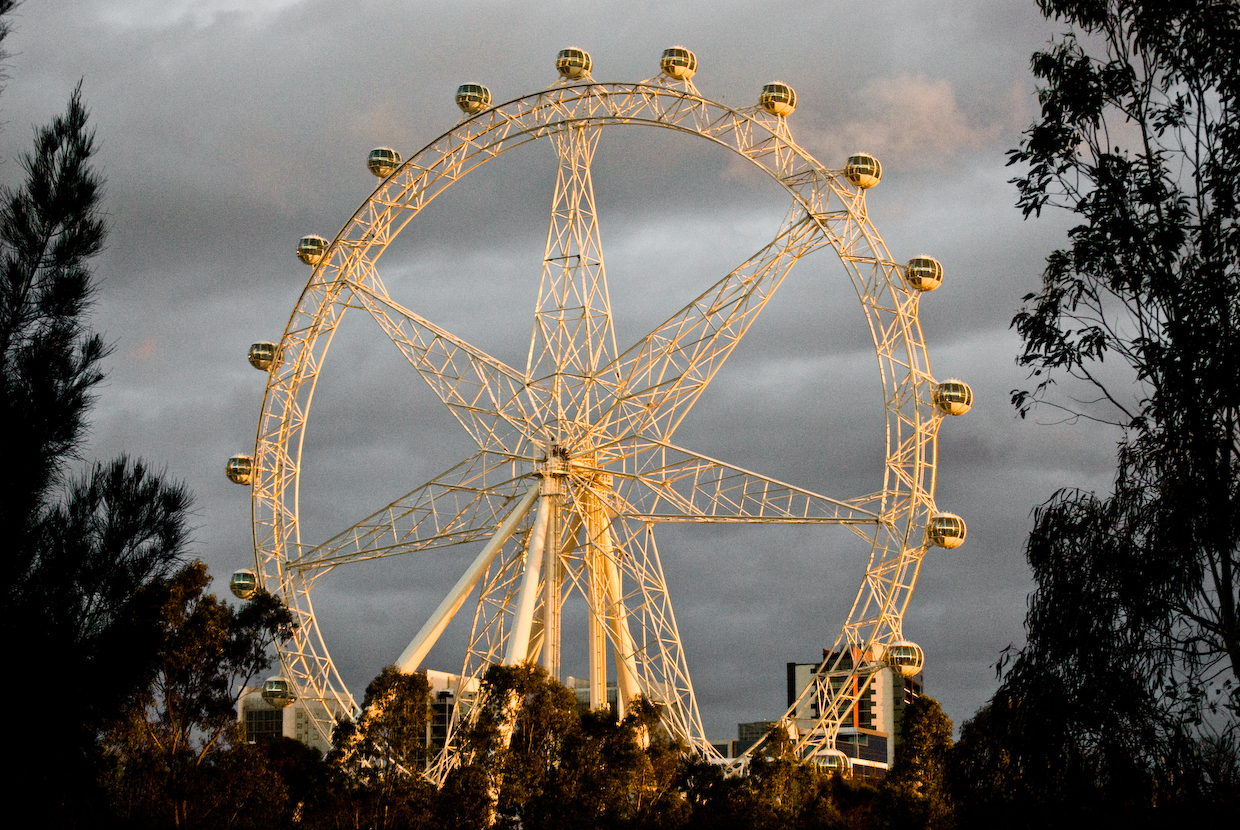
Melbourne Star

Diabelski młyn (także: diabelskie koło, młyńskie koło oraz koło widokowe) – rodzaj karuzeli obracającej się na poziomej osi. Główne elementy to zorientowane pionowo koło oraz przyczepione do obwodu siedzenia.
Diabelskie młyny uważa się za konstrukcje odmienne od kół obserwacyjnych, np. London Eye. Najistotniejszą różnicą jest mocowanie kabiny. W kołach obserwacyjnych nie są one zawieszone na obwodzie koła, lecz zamontowane na zewnętrznej strukturze obręczy. Ich pozycja musi być stabilizowana mechanicznie, co czyni konstrukcję bardziej skomplikowaną.

## Historia
Ideowym przodkiem diabelskiego młyna jest ręcznie obracana, zbita krzyżowo z drewnianych pali konstrukcja z XVII wieku, do tej pory spotykana w niektórych częściach świata.
Pierwszy, nowoczesny, 75-metrowy diabelski młyn zaprojektował George Washington Gale Ferris Jr. na światową wystawę w Chicago w 1893/ Obiekt miał konkurować z wieżą Eiffla, główną atrakcją wystawy w Paryżu z 1889. Pierwszy diabelski młyn ważył 2200 ton oraz mieścił 2160 osób. Oś konstrukcji składała się największego fragmentu stali, jaki kiedykolwiek wcześniej wyprodukowano. Wysokość obiektu równała się 26 piętrom, co dawało przewagę 4 pięter nad najwyższym w tamtych czasach drapaczem chmur.
Obecnie największy diabelski młyn o średnicy koła 167,5 m znajduje się w Las Vegas w USA.
Największym diabelskim młynem w Polsce jest Wonder Wheel w Zatorze. A tuż za nim plasują się Amber Sky w Gdańsku i Legendia Flower w Chorzowie.

## Diabelskie młyny na świecie
| Nazwa                                | Średnica | Rok Budowy | Kraj            | Miasto                   | Uwagi                                                 |
| ------------------------------------ | -------- | ---------- | --------------- | ------------------------ | ----------------------------------------------------- |
| The High Roller                      | 167,6 m  | 2014       | USA             | Las Vegas, NV            | -                                                     |
| Singapore Flyer                      | 165 m    | 2008       | Singapur        | Singapur                 |                                                       |
| The Star of Nanchang                 | 160 m    | 2006       | Chiny           | Nanchang                 |                                                       |
| London Eye                           | 135 m    | 1999       | Wielka Brytania | Londyn                   |                                                       |
| Melbourne Star                       | 120 m    | 2008       | Australia       | Melbourne                |                                                       |
| Changsha Ferris Wheel                | 120 m    | 2004       | Chiny           | Changsha                 |                                                       |
| Zhengzhou Ferris Wheel               | 120 m    | ?          | Chiny           | Zhengzhou                |                                                       |
| Sky Dream Fukuoka                    | 120 m    | ?          | Japonia         | Fukuoka                  |                                                       |
| Daiya to Hana Daikanransha           | 117 m    | 2001       | Japonia         | Tokio, Park Kasai Rinkai |                                                       |
| Palette Town Ferris Wheel            | 115 m    | ?          | Japonia         | Tokio                    |                                                       |
| Harbin Ferris Wheel                  | 110 m    | ?          | Chiny           | Harbin                   |                                                       |
| HEP Five                             | 106 m    | ?          | Japonia         | Osaka                    |                                                       |
| Tempozan Harbor Village Ferris wheel | 100 m    | ?          | Japonia         | Osaka                    |                                                       |
| Space Eye                            | 100 m    | ?          | Japonia         | Kita-Kyushu              |                                                       |
| Ferris Wheel of Paris                | 100 m    | 1900       | Francja         | Paryż                    | Zbudowany w 1900 na Wystawę Światową, zburzony w 1937 |

## Diabelskie młyny w Polsce
| Nazwa                          | Średnica | Rok Budowy | Miasto              | Uwagi |
| ------------------------------ | -------- | ---------- | ------------------- | ----- |
| Wonder Wheel                   | 53 m     | 2022       | Zator, Energylandia |       |
| Amber Sky                      | 45 m     | 2016       | Gdańsk              |       |
| Legendia Flower (Gwiazda Duża) | 35 m     | 1985       | Chorzów, Legendia   |       |